# Седьмая авеню (линия Брайтон, Би-эм-ти)
|   |   |   |   |
| · | · | · | · |

|   |   |   |   |
| · | · | · | · |

«Седьмая авеню» (англ. Seventh Avenue) — станция Нью-Йоркского метрополитена, расположенная на линии Брайтон, Би-эм-ти. Станция находится в Бруклине, в округе Парк-Слоуп, на пересечении Флатбуш-авеню с 7-й авеню. На станции останавливаются маршруты B (в будни днём и вечером до 23:00) и Q (круглосуточно).
Эта станция является одной из двух одноимённых, которые проходит B за рейс, — вторая одноимённая станция находится в Манхэттене.

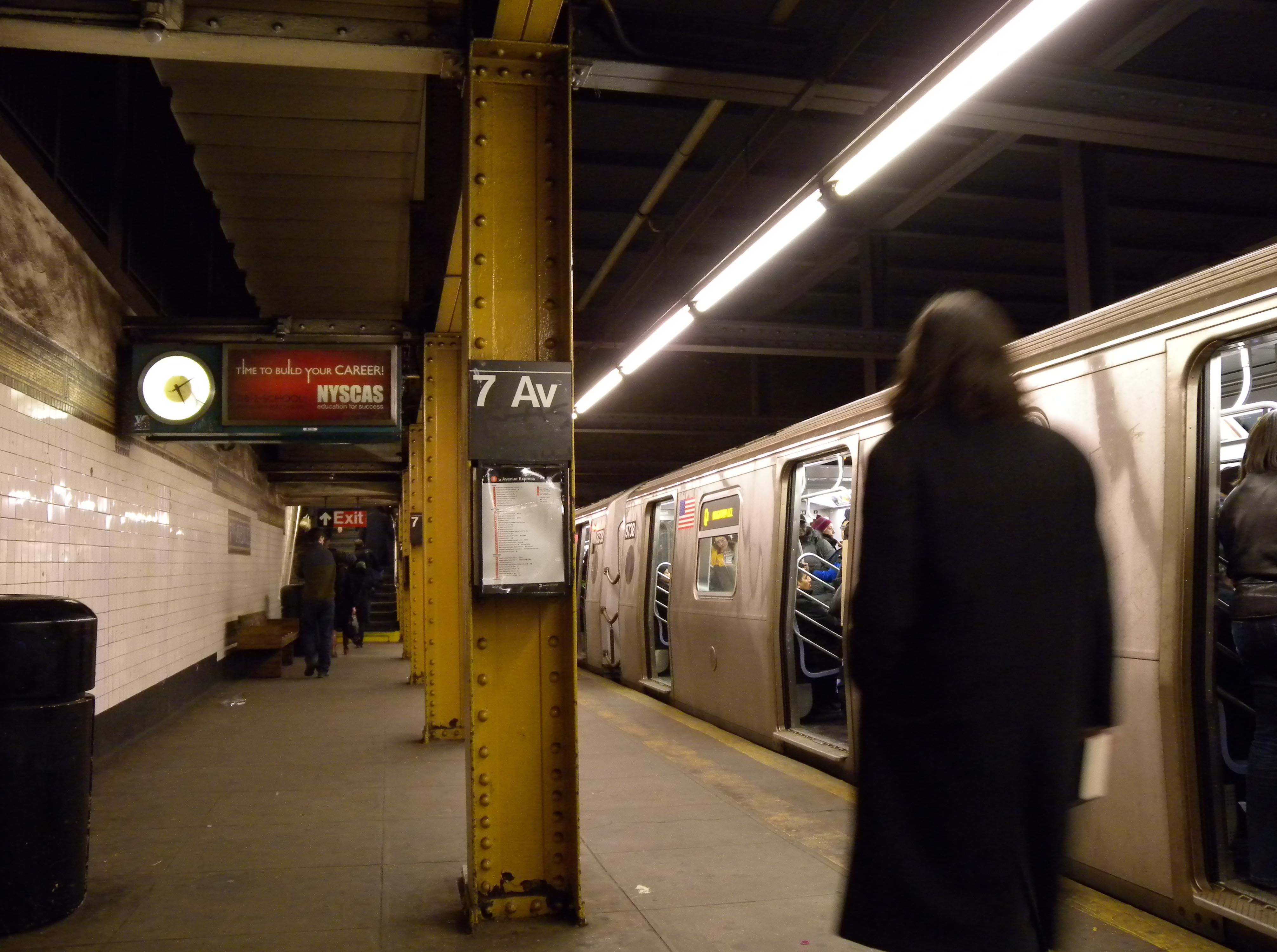
Платформа в сторону Кони-Айленд — Стилуэлл-авеню

Несмотря на то что станция входит в состав линии Брайтон, она была открыта позже основной части линии. До этого поезда после станции Проспект-парк следовали по линии Франклин-авеню, которая после присоединялась к эстакадной линии Фултон-стрит, тем самым осуществляя доступ к Центральному Бруклину и Манхэттену.
Она представлена двумя боковыми платформами, обслуживающими двухпутную линию. Снаружи от платформ за стенами проходят локальные пути линии Истерн-Паркуэй, а под платформами — её эскспресс-пути. Платформы отделаны в жёлтых тонах. Станция имеет единственный выход — к перекрёстку Флатбуш-авеню с 7-й авеню.